# 女子かう生
『女子かう生』（じょしかうせい）は、若井ケンによる日本の漫画作品。『WEBコミックアクション』（双葉社）にて2013年9月27日から連載された後、2020年4月10日より同社のWEBコミック誌『webアクション』に移籍して連載中。
本作は女子高生の日常を描いたサイレント漫画であり、擬音表現はあるが吹き出しはほとんど使われず、登場人物の名前はスマートフォンの画面や名簿などに記されている。なお、単行本に描き下ろされたおまけ漫画では全員普通に喋っており、アニメも最後だけもも子にセリフがある。

## 登場人物
富戸 もも子（ふと ももこ）
声 - 立花理香
第1巻の中心人物。少し開けたシャツにセーターを着込んでおり、ミニスカートにしているため太ももが目立っている。明るい奔放な性格だが、限度をわきまえている。
渋沢 しぶ美（しぶさわ しぶみ）
声 - 嶺内ともみ
もも子の友人で、ブレザーを着こみ眼鏡をかけており、後頭部をヒビが入った髪留めで止めている。まじめな性格ではあるが、もも子の奔放で楽しげな行動に突っ込んだり結果的に参加することも多い。
第2巻以降は、もも子とともに中心人物として描かれている。
古井 まゆみ（ふるい まゆみ）
声 - 久保ユリカ
もも子の友人。内気な性格で、愛嬌のある眉毛と小柄な体格が特徴。転校前の学校の制服（黒セーラー服）を着用している。もも子ほどにやや子供っぽいところがある。
第2巻以降は、もも子とともに中心人物として描かれている。

## 書誌情報
- 若井ケン『女子かう生』双葉社〈アクションコミックス〉、既刊9巻（2019年6月12日現在）
  1. 2014年4月10日発売、ISBN 978-4-575-84388-0
  2. 2014年9月10日発売、ISBN 978-4-575-84485-6
  3. 2015年3月10日発売、ISBN 978-4-575-84593-8
  4. 2015年10月10日発売、ISBN 978-4-575-84704-8
  5. 2016年6月11日発売、ISBN 978-4-575-84811-3
  6. 2017年1月12日発売、ISBN 978-4-575-84915-8
  7. 2017年11月10日発売、ISBN 978-4-575-85058-1
  8. 2018年9月12日発売、ISBN 978-4-575-85205-9
  9. 2019年6月12日発売、ISBN 978-4-575-85316-2

## 評価
ライターのたまごまごは、会話がわからなくても、もも子・しぶ美・まゆみの3人が親しくなった経緯がきちんと描かれていると評価している。

## テレビアニメ
2019年4月から6月までTOKYO MX『ふたばにめ!』枠（『超可動ガール1/6』『ノブナガ先生の幼な妻』と合同）ほかにて放送された。
原作のサイレント漫画としての部分をそのままに、タイトルコールなどを除き登場キャラクターに関しては明確な意味を持った文章の台詞を用いず、リアクションのみ発音する吐息や笑い声、悲鳴などを中心としたスタイルを取っている。

### スタッフ
- 原作 - 若井ケン[2]
- 監督・シリーズ構成・絵コンテ・演出 - 佐々木勅嘉[2]
- キャラクターデザイン・総作画監督 - 山本恭平[2]
- プロップデザイン - 木村麻亜紗[2]
- 美術 - NAMU ANIMATION[2]
- 美術設定 - NANUanimation
- 色彩設計 - 近藤直登[2]
- 撮影監督・編集 - 堀川和人[2]
- 音響監督 - 長崎行男[2]
- 音響制作担当 - 荒浪和沙
- 音響制作 - BloomZ[2]
- 音楽 - 黒田賢一
- 音楽制作 - アップドリーム[2]
- プロデューサー - 柱山泰佐、戸沼志津子、大島拓、荒木洋之、伊藤大河、岩谷能宣
- アニメーション制作 - アニメーションスタジオ・セブン[2]
- 製作 - 「女子かう生」製作委員会

### 主題歌
「silent days」
主題歌制作 - テイチク / 歌 - あま津うに

### 各話リスト
| 話数   | サブタイトル           | 作画監督               |
| ------ | ---------------------- | ---------------------- |
| 第1話  | 女子かう生とふともも   | 山本恭平               |
| 第2話  | 女子かう生と不幸な一日 | 山本恭平               |
| 第3話  | 女子かう生と眠気       | 細田沙織               |
| 第4話  | 女子かう生とファミレス | 石田圭一               |
| 第5話  | 女子かう生とスケボー   | 石田圭一               |
| 第6話  | 女子かう生と筋トレ     | 山本恭平               |
| 第7話  | 女子かう生と曇り窓     | 半田大貴               |
| 第8話  | 女子かう生と雨宿り     | Hwang Youngsik         |
| 第9話  | 女子かう生と影絵       | Hong Yumi Seo Inkyoung |
| 第10話 | 女子かう生と髪留め     | Hwang Youngsik         |
| 第11話 | 女子かう生とコタツ     | Hwang Youngsik         |
| 第12話 | 女子かう生と帰り道     | Ham Seunghee           |

### 放送局
| 放送期間                                                                                | 放送時間                             | 放送局   | 対象地域 | 備考                                 |
| --------------------------------------------------------------------------------------- | ------------------------------------ | -------- | -------- | ------------------------------------ |
| 2019年4月6日 - 6月22日                                                                  | 土曜 23:15ごろ - 23:20ごろ           | AT-X     | 日本全域 | 製作参加 / CS放送 / リピート放送あり |
| 2019年4月9日 - 6月25日                                                                  | 火曜 0:15ごろ - 0:20ごろ（月曜深夜） | TOKYO MX | 東京都   |                                      |
| 2019年4月10日 - 6月26日                                                                 | 水曜 0:15ごろ - 0:20ごろ（火曜深夜） | BSフジ   | 日本全域 | BS/BS4K放送 / 『アニメギルド』枠     |
| 全局『ふたばにめ！』枠で、『超可動ガール1/6』、『ノブナガ先生の幼な妻』とセットで放送。 |                                      |          |          |                                      |

| 配信開始日   | 更新時間         | 配信サイト                                                    | 備考                                                        |
| ------------ | ---------------- | ------------------------------------------------------------- | ----------------------------------------------------------- |
| 2019年4月8日 | 月曜 12:00 更新  | dアニメストア                                                 | 第1話は無料配信 それ以降の話数は4話ごとに毎月最終月曜に更新 |
|              |                  | AbemaTV ビデオマーケット U-NEXT クランクイン！テレビ あにてれ |                                                             |
| 2019年4月9日 | 火曜 0:00 - 0:30 | ニコニコ生放送                                                | 『ふたばにめ！』枠一挙配信                                  |
|              | 火曜 0:00 更新   | GYAO!                                                         |                                                             |
|              | 火曜 0:30 更新   | ニコニコ動画                                                  |                                                             |
|              | 火曜 12:00 更新  | バンダイチャンネル                                            |                                                             |